# گروس‌اشتاینباخ
گروس‌اشتاینباخ (به آلمانی: Großsteinbach) یک منطقهٔ مسکونی در اتریش است که در هارتبرگ فورستنفلد واقع شده‌است. گروس‌اشتاینباخ ۲۱٫۲۴ کیلومتر مربع مساحت دارد ۳۳۱ متر بالاتر از سطح دریا واقع شده‌است.